# Popovca, Fălești
Popovca (Pravila de Sus) este un sat situat în vestul Republicii Moldova, în Raionul Fălești. Aparține administrativ de comuna Natalievca. La recensământul din 2004 avea o populație de 981 locuitori.

## Istorie
Satul Natalievca a fost atestat în 1803 cu denumirea Pravila de Sus (uneori ortografiat Prajila de Sus). Ulterior în componența localității a intrat și satul vecin Pravila de Jos.
În perioada țaristă ambele sate făceau parte din volostea Slobozia-Bălți, județul Bălți. În 1902 în satul Pravila de Sus erau 87 case, cu o populație de 840 persoane. Proprietarii cătunului au fost Elena Casso, care poseda 2300 de desetine; evreii bancheri Grinberg și Pitchis, cu 3670 de desetine; d. Sinițki cu 700 de desetine.